# Mariano Viola
Mariano Viola (San Nicolás de los Arroyos, 15 de mayo de 1987) es un futbolista argentino. Juega de lateral o volante por derecha.

## Trayectoria
Mariano nació el 15 de mayo de 1987 en San Nicolás, Buenos Aires, Argentina. En 2006 se sumó a las inferiores del Independiente, con edad de Quinta División. En 2008, fue seleccionado para que formara parte del equipo de primera de Independiente. Allí logró grandes actuaciones y llegó varias veces al gol. Debutó en primera división en 2008, después de dos años en el club, fue liberado y luego, fue contratado por Tiro Federal. En junio de 2011 firma un préstamo de 1 año con Gimnasia y Esgrima La Plata, terminado dicho préstamo el jugador queda en libertad de acción. Hace un tiempo formó parte del Club Atlético Belgrano de Arequito, y actualmente, es jugador del Club Atlético Pujato, club bicampeón (campeón 2014 y 2015) de la Liga Casildense de Fútbol.